# Josef Grunfeld
Josef Grunfeld (ur. 30 marca 1959 w Akce w Izraelu) − izraelski montażysta filmowy, w latach 2000−2006 czterokrotnie nominowany do Nagrody Izraelskiej Akademii Filmowej.

## Filmografia
- Yossi & Jagger (2002)
- Spacer po wodzie (2004)
- Bańka mydlana (2006)